# Николаенко, Сергей Владимирович
Серге́й Влади́мирович Никола́енко (укр. Сергій Володимирович Ніколаєнко; 24 августа 1967 — 28 октября 2023, Пологовский район, Запорожская область) — советский и украинский футболист, выступавший на позиции вратаря. Военнослужащий ВСУ, участник российско-украинской войны.

## Биография
Первым клубом в карьере игрока стал алма-атинский СКИФ, в составе которого Николаенко дебютировал в 1984 году во второй союзной лиге. Отыграв за команду два сезона, футболист был призван в армию. После демобилизации стал игроком ульяновского «Старта», где провёл сезон 1988 года. Затем перешёл в йошкар-олинскую «Дружбу», за которую выступал на протяжении трёх лет. В 1991 году стал игроком таганрогского «Торпедо», продолжил выступать за команду после распада СССР. Сезон 1993 года начал в «Металлурге» из Красного Сулина, а летом того же года перешёл в белорусский «Ведрич», выступавший в местной Первой лиге. В высшем дивизионе белорусского футбола дебютировал 5 сентября 1993 года, выйдя в стартовом составе в матче против витебского КИМа. Всего за клуб из Речицы отыграл 8 матчей, после чего закончил выступления на профессиональном уровне.
В сезоне 1994/95 провёл 4 матча в составе мини-футбольного клуба «Надежда» из Запорожья, чем помог команде завоевать бронзовые награды чемпионата Украины

### После карьеры
Завершив выступления играл в любительских командах и ветеранских командах. Затем работал детским тренером в запорожских ДЮСШ. С началом вторжения в Украину российских войск вступил в ряды Вооруженных Сил Украины, участвовал в боях за Северодонецк и Кременную. В войсках взял себе позывной «Шилтон», в честь любимого игрока — английского вратаря Питера Шилтона. Погиб в бою, 28 октября 2023 года, близ села Вербовое, в ходе боёв в Запорожской области. Похоронен на кладбище Св. Николая в Запорожье

## Семья
Сын, Гордей Николаенко, также стал профессиональным футболистом, выступающим на позиции вратаря.